# Kolejarz Stróże
Maillots
Le Kolejarz Stróże (Klub Sportowy Kolejarz Stróże de son nom complet) est un club polonais de football basé à Stróże et fondé le 2 août 1949.